# Sfârșit
Sfârșit este un film românesc din 2006 regizat de Dorian Boguță. Rolurile principale au fost interpretate de actorii Dragoș Bucur.

## Distribuție
Distribuția filmului este alcătuită din:
- Dorian Boguță — voce
- Dragoș Bucur — Dmitri